# El Outaya
El Outaya est une commune de la wilaya de Biskra en Algérie, située à 25 kilomètres au Nord-Ouest de Biskra dans la daïra d’El-Outaya sur la route nationale 3 reliant Biskra à la wilaya de Batna.

## Économie
La mine de sel d'El Outaya a été créée en 1976 et elle est exploitée par la société algérienne Enasel.